# .30-06 Springfield

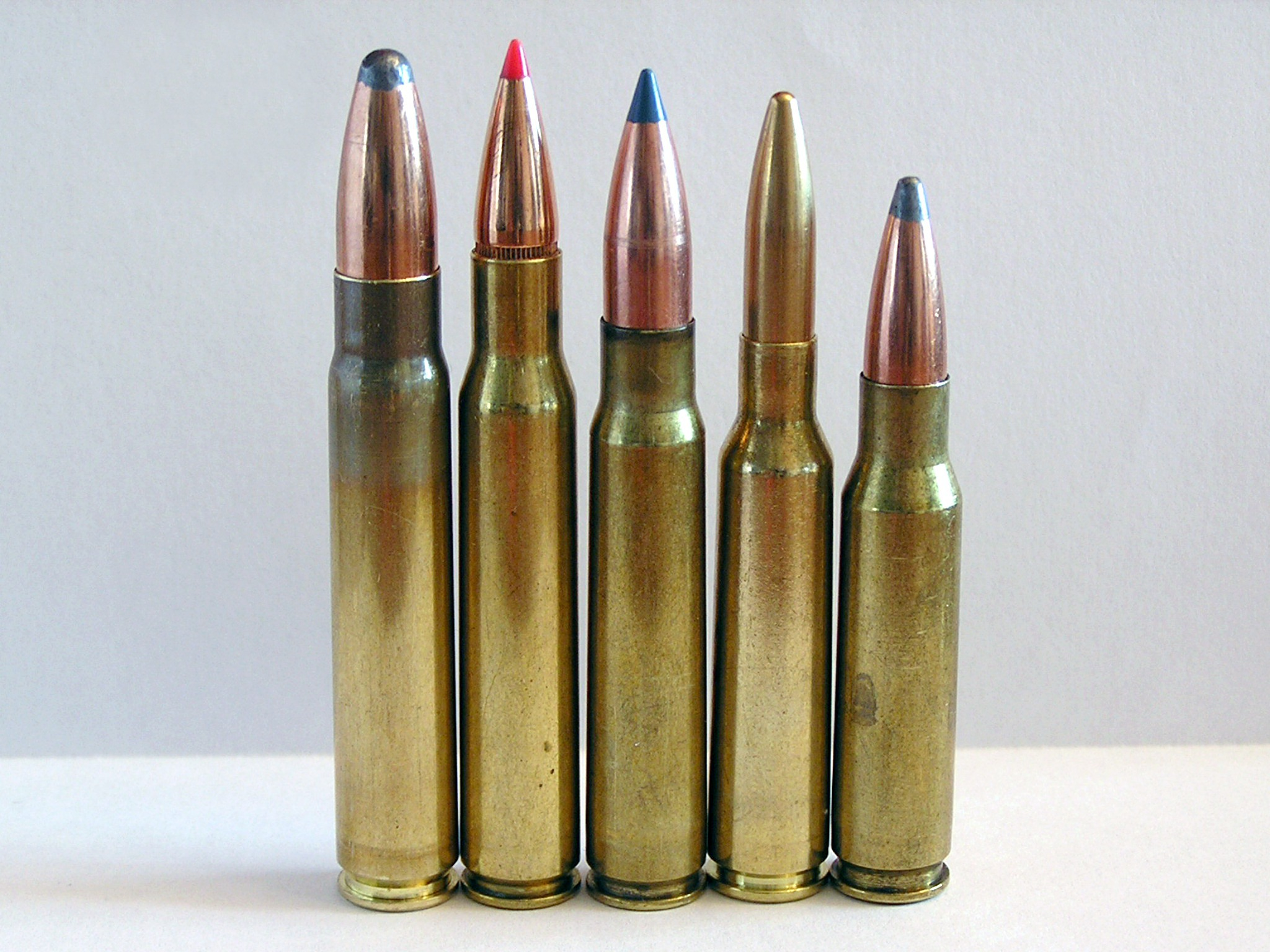
D'esquerra a dreta els cartutxs 9,3 x 62 mm, .30-06 Springfield, 7,92 x 57 mm IS, 6,5 x 55 i .308 Winchester.

El .30-06 Springfield, 7,62 × 63 mm en notació mètrica, és un  cartutx per a fusells i armes de foc lleugers. Va ser introduït al mercat a l'Exèrcit dels Estats Units d'Amèrica l'any 1906, esdevenint després la munició estàndard i continuant en servei fins a la dècada de 1970.
En la seva denominació el ".30" fa referència al calibre en polzades i el "06" a l'any d'introducció (1906). Aquesta munició va ser l'estàndard en els fusells i metralladores dels Estats Units d'Amèrica durant quasi 50 anys fins a l'adopció de calibre més moderns com el 7,62 × 51 mm OTAN i el 5,56 × 45mm OTAN. Actualment encara és una munició popular per a la caça i es manté en producció per les principals empreses del sector.

## Història
Molts països estaven a principis del Segle XX adoptant la bala spitzer (projectil amb punta aguda, no arrodonida): França el 1898, Alemanya en 1905, Rússia el 1908 i el Regne Unit el 1914. El cartutx 30-03 nord-americà, en canvi, tenia un projectil de punta arrodonida, de manera que havia de ser reemplaçat per un disseny spitzer. Calia desenvolupar una nova beina amb el coll més curt, l'objectiu era disparar un projectil de 9,7 g amb velocitat de sortida de 820 m/s.
El fusell M1903 Springfield, que havia entrat en servei juntament amb el cartutx .30-03, va ser modificat per disparar el .30-06, també conegut com a M1906. Es van fer modificacions al canó i la recambra del fusell per a millor funcionament de la nova bala. L'experiència nord-americana en la Primera Guerra Mundial indicava que les metralladores dels altres països tenien un abast efectiu molt més gran. Abans de l'ús generalitzat de morters lleugers i artilleria, el tret de metralladores a llarga distància era de gran importància per a la tàctica d'infanteria nord-americana. Això va fer que el 1926 es desenvolupés el cartutx .30 M1 Ball, que usava una bala d'11,3 g amb una base troncocònica inclinada a 9º que desenvolupava un menor velocitat de sortida: 800 m/s. Aquesta bala oferia un abast efectiu més llarg pel seu major coeficient balístic.
En acabar la guerra, hi havia un excedent de superior a 2.000.000.000 de cartutxos. Les regulacions de l'exèrcit feien que en els entrenaments s'utilitzés primer la munició més vella. Així, la versió anterior del 30-06 es va utilitzar per a entrenament, els dipòsits de la nova munició M1 es van omplir gradualment a mesura que s'acabava la munició vella. El 1936 es va descobrir que l'abast màxim del M1 amb la seva bala d'11,3 g superava les limitacions de seguretat. Per això es va donar una ordre d'emergència que implicava fabricar el M1 de manera que tingués unes característiques similars a les de l'antic cartutx. Llavors es va desenvolupar en 1938 un nou cartutx que era un duplicat del vell M1906, però amb un encamisat 95% coure - 5% zinc i un aliatge de plom diferent, donant com a resultat una bala de 9,8 g. Aquest cartutx rebre la designació Cartridge .30 M2 Ball i tenia un projectil de base plana amb una velocitat de sortida major a la dels seus predecessors: 854 m/s.

## Dimensions i disseny del cartutx
El disseny d'aquesta munició permet una càrrega màxima de pólvora propel·lent de 4,43 ml (68,2 grans).

Dimensions màximes dels cartutxos .30-06 Springfield segons les especificacions C.I.P.
El ratllat comú és de 4 solcs, amb un diàmetre intern de 7,62 mm i un dels solcs de 7,82 mm. Segons les especificacions oficials de la C.I.P. una beina del .30-06 Springfield pot suportar fins a 405 MPa (58,740 psi) de pressió.

## Armes que van emprar el .30-06
- Fusell de forrellat M1903 Springfield
- Fusell Lee-Enfield
- Fusell Winchester Model 70
- Algunes metralladores Gatling
- Metralladora lleugera Hotchkiss M1909 Benet-Mercie
- Metralladora lleugera Chauchat
- Metralladora Lewis
- Metralladora Browning M1917
- Metralladora Browning M1919
- BAR
- Fusell semiautomàtic M1 Garand
- Fusell semiautomàtic Johnson M1941
- Metralladora lleugera Johnson M1941